# Флаг Красносельского
Флаг муниципального образования Красносе́льское городское поселение Гулькевичского района Краснодарского края Российской Федерации — опознавательно-правовой знак, служащий официальным символом муниципального образования.
Флаг утверждён 28 ноября 2008 года и внесён в Государственный геральдический регистр Российской Федерации с присвоением регистрационного номера 4655.

## Описание
«Полотнище с отношением ширины к длине 2:3, состоящее из трёх горизонтальных полос в соотношении 12:3:5 — красной, несущей изображение символической ветви жёлтого цвета с растущими на ней листьями клёна, дуба с двумя желудями и ясеня; белой, разделённой и ограниченной внизу чёрными линиями в виде двух рядов кирпичной кладки; и второй белой, несущей равномерно расположенные изображения пяти колец чёрного цвета».

## Обоснование символики
Флаг языком символов и аллегорий отражает исторические, культурные и экономические особенности городского поселения.
Красная полоса является гласным элементом флага и говорит о наименовании поселения — Красносельский. Красный цвет символизирует отвагу, героизм, пролитую кровь красносельцев в годы Великой Отечественной войны, а также это символ красоты, праздника, труда, тепла,
Белая, пересечённая на две части, полоса: выше — мурованная чёрным кирпичная кладка в два ряда, ниже — пять узких чёрных колец в ряд (в виде железобетонных конструкций) аллегорически указывают на наличие в поселении силикатного кирпичного завода и предприятий железобетонных конструкций. Белый цвет (серебро) символизирует совершенство, чистоту, мир. Пять колец символизируют многосторонность, опыт и целостность.
Три жёлтых листа (дуба, клёна и ясеня) аллегорически указывают на лиственный лес, у которого был основан рабочий посёлок Карьер, впоследствии переименованный в Красносельский, а также изображение листьев символизируют:
дуб — силу, мужество;
ясень — плодородие, единство и непрерывность жизни;
клён — молодость, красоту, любовь;
изображение желудей — символизирует будущее, перспективы, будущие поколения.
Жёлтый цвет (золото) — символ величия, богатства и процветания.